# سعيد الفيومي
سعيد بن يوسف أبو يعقوب الفيومي (بالعبرية: רבי סעדיה גאון أو باختصار רס"ג) ولد في 268 هـ / 882م، الفيوم - توفي في 330هـ / 942م، بغداد، حاخام وفيلسوف يهودي مصري. تأثر بالمدرسة الكلامية ومذهب المعتزلة. ودافع عن شرعية النبوة ووحدانية الله، كما رفض الإيمان بالسحرة والمنجمين. وهو أول شخصية عبرية مهمة تكتب على نطاق واسع بالعربية، ويعتبر مؤسس الأدب العربي اليهودي.

## مسيرته
ولد في الفيوم في مصر. وخلال أيام إقامته في مصر كانت له علاقة قوية مع صاحبه الحاخام إسحق بن سليمان الإسرائيلي الذي سكن في القيروان. وغادر الفيوم في سن مبكرة للدراسة في طبرية فتتلمذَ هناك على يد أبي كثير يحيى بن زكريا الكاتب. وفي فصل الصيف عام 921 م عاش الفيومي في حلب. وهناك كان له دور كبير في الجدل القانوني والسياسي الذي نشأ بشأن التقويم اليهودي وقد اختلف مع الحاخام هارون بن مئير، رئيس يهود الشام، في ذلك الزمن. دافع عن موقف حكماء اليهود العراقيين حول التقويم اليهودي واستطاع أن يقنع يهود الشام برأي حكماء العراق الذين وافقوا على السير على هذا التقويم. وقد ألف في ذلك كتابا سماه الفصول.

### رئيس المسبيين
قام رئيس المسبيين داود بن زاكاي بتعيين الفيومي رئيساً لمدرسة صورا عام 928 م، ومن المعروف بأن رؤساء المدرستين العراقيتين كانوا دائماً من أهل العراق، ويعود تاريخ منصب «رئيس المسبيين» إلى فترة الفتح الإسلامي للعراق عندما أعاد المسلمون هذا المنصب لليهود، فأنشأت آنذاك مدرستان كبيرتان، إحداهما في مدينة صورا والأخرى في بومبيديتا وكان انتخاب حاخام مصري الأصل رئيساً لمدرسة عراقية حدثاً عظيماً لأنها كانت المرة الأولى التي يحدث فيها ذلك.. وأطلق في الفترة الإسلامية الاسم "جأون" أو «غاؤون» - بمعنى الرئيس الأعظم - على الحاخامين رئيسي المدرستين في العراق.
وتحت قيادته أصبحت مدرسة صورا مقراً علمياً كبيراً لحاخامات اليهود. وبعد فترة ليست طويلة نشب خلاف بينه وبين رئيس المسبيين الحاخام الأكبر للخلافة العباسية داود بن زكاي. فعندما أخرج الفيومي كتابه في التوحيد اليهودي باللغة العربية، وعنوانه: كتابات الأمانات والاعتقادات، لمح الحاخام زكي فيه أثرا من منطق المعتزلة المسلمين، فاعترض عليه، وأصر سعيد على آرائه، فاتهمه داود بمخالفة الشريعة الموسوية تملقا للمسلمين، وتجمهر عوام اليهود ضد سعيد الفيومي، ورجموا داره بالحجارة، ونادوا بسقوطه، فاستقال من منصبه، وبقي في بيته بضع سنين يترجم أسفار (العهد القديم) من العبرية إلى العربية، ويضع عليها شرحا مختصرا وآخر مطولا بالعربية، وصلتنا منه أجزاء لا بأس بها. ويظن الباحثون أن العثور على كل أعمال سعدي الفيومي مايزال ممكنا لو تم التفتيش عنها في اليمن، لأن يهود اليمن كانوا يؤمنون بعلمه وينسخون كل كتبه ويحتفظون بها لدراستها أو لمجرد التبرك بها. وانتهت هذه المحنة بعد أن انتهت الخلافات بعودته إلى أكاديمية صورا من جديد. وخلفه في المنصب بعد موته الجأون السموأل بن حفني (1003-1013 م).

## مؤلفاته
في سن العشرين أكمل عمله الأول بتأليف قاموس عبري خصصه للشعراء عرف أولا باسم (معجم الأجرون) ثم سماه باسم كتاب أصول الشعر العبراني. وأيضا له كتاب اللغة أو ما يسمى كتاب فصيح لغة العبرانيين. وتفسير السبعين لفظة المفردة.
ذكر الحاخام ابن عزرا الأندلسي في تفسيره عن التوراة بأن الفيومي كتب ترجمةً للكتاب المقدس العبري بالحروف العربية. أطلق على ترجمته الاسم «كتاب التاج» وأضاف لجميع الكتب مقدمات وتفاسير بالعربية ولكن بالحروف العبرية. واندثرت كثير من هذه التفاسير كما ضاع الكثير من كتبه. وكتب عدة مقالات طويلة دافع فيها عن شرائع التلمود، وانتقد آراء الباحث حيوي البلخي وتلاميذه حول نصوص التوراة.
كان هدف الفيومي من خلال ترجمته للكتاب المقدس العبري يهدف لتقديم صورة صحيحة، من وجهة نظره، عن التوراة باللغة العربية، التي كانت سائدة في أيامه والتي يتكلمها العرب أجمعون. كان هدفه من الترجمة تبسيط الكلام وتقريبه للقارئ العربي، وابتعد في ترجمته وتفاسيره للتوراة عن تجسيم الله وتشبيهه. ومن تلك الأمثلة ذكرت التوراة ﴿لاَ يَكُنْ مِنْ بَنَاتِ إِسْرَائِيلَ وَلاَ مِنْ أَبْنَاءِ إِسْرَائِيلَ زَانِيَاتٌ وَمَأْبُونُو مَعَابِدَ﴾  بينما ترجمها الفيومي: ﴿لاَ يَكُنْ مِنْ بَنَاتِ إِسْرَائِيلَ مُمْتَعَةٌ وَلَا مِنْ بَنِي إِسْرَائِيلَ مُمْتَعٌ﴾. ومن مؤلفاته أيضا:
- «كتاب التاج»
- «كتاب جامع الصلوات والتسابيح» يضم الصلوات اليومية وصلوات أيام الأعياد جميعاً كما ضمنه الشرائع اللازمة لكل يهودي في جميع المناسبات وكتبها باللغة العربية وبالحروف العبرية.
- «كتاب الأمانات والاعتقادات» الذي ألفه عام 933 م.[8]

وذكر ابن النديم في الفهرست: ومن أفاضل اليهود وعلمائهم المتمكنين من اللغة العبرانية، ويزعم اليهود أنها لم تر مثله، الفيومي، واسمه سعيد ويقال سعديا وكان قريب العهد، وقد أدركه جماعة في زماننا وله من الكتب:
- كتاب المبادئ، وهو تفسير لكتاب «سفر يتزيراه» أو كتاب الخليقة المنسوب إلى إبراهيم الخليل.[10]
- كتاب الشرائع.
- كتاب تفسير إشعياء.
- كتاب تفسير التوراة، نسقا بلا شرح.
- كتاب الأمثال، وهو عشر مقالات.
- كتاب تفسير أحكام داود.
- كتاب تفسير النكت، وهو تفسير زبور داود عليه السلام.
- كتاب تفسير السفر الثالث من النصف الآخر من التوراة، مشروح.
- كتاب تفسير كتاب أيوب.
- كتاب إقامة الصلوات والشرائع.
- كتاب العبور، وهو التاريخ.

## روابط خارجية
- سعيد الفيومي على موقع الموسوعة البريطانية (الإنجليزية)